# الرسوم التشريحية العربية
الرسوم التشريحية العربية هي مجموعة من الرسومات العربية التي جمعها كارل سودهوف للحضارة العربية منذ قرابة قرن. تم العثور على أربعة مخططات (الهيكل العظمي، العضلات، الأوعية الدموية، الأعضاء) في مخطوطات مصورة من 264 ورقة، (رقم «500-510 / ... أه / 1110 / ن 14» شمالًا) في مكتبة سامي حداد التذكارية فرع رانشو بالوس فيرديس، ورقم "90" في فهرس المخطوطات الطبية العربية في مكتبة الدكتور سامي إبراهيم حداد، بقلم فريد حداد وسمو بيسترفيلد (حلب 1984). تمت كتابة معظن النصوص باللغة العربية ولكن هناك أقسام أخرى بالفارسية. كان المُدوِّن إما فجر الدين محابي أو محمد حماد؛ كلاهما طبيب مجهول مذكور في النص. تم عمل النسخة في مدينة باتنا، في بولاية بهار الهندية في وقت ما بين 944 و 1110 هـ.

## معرض الصور

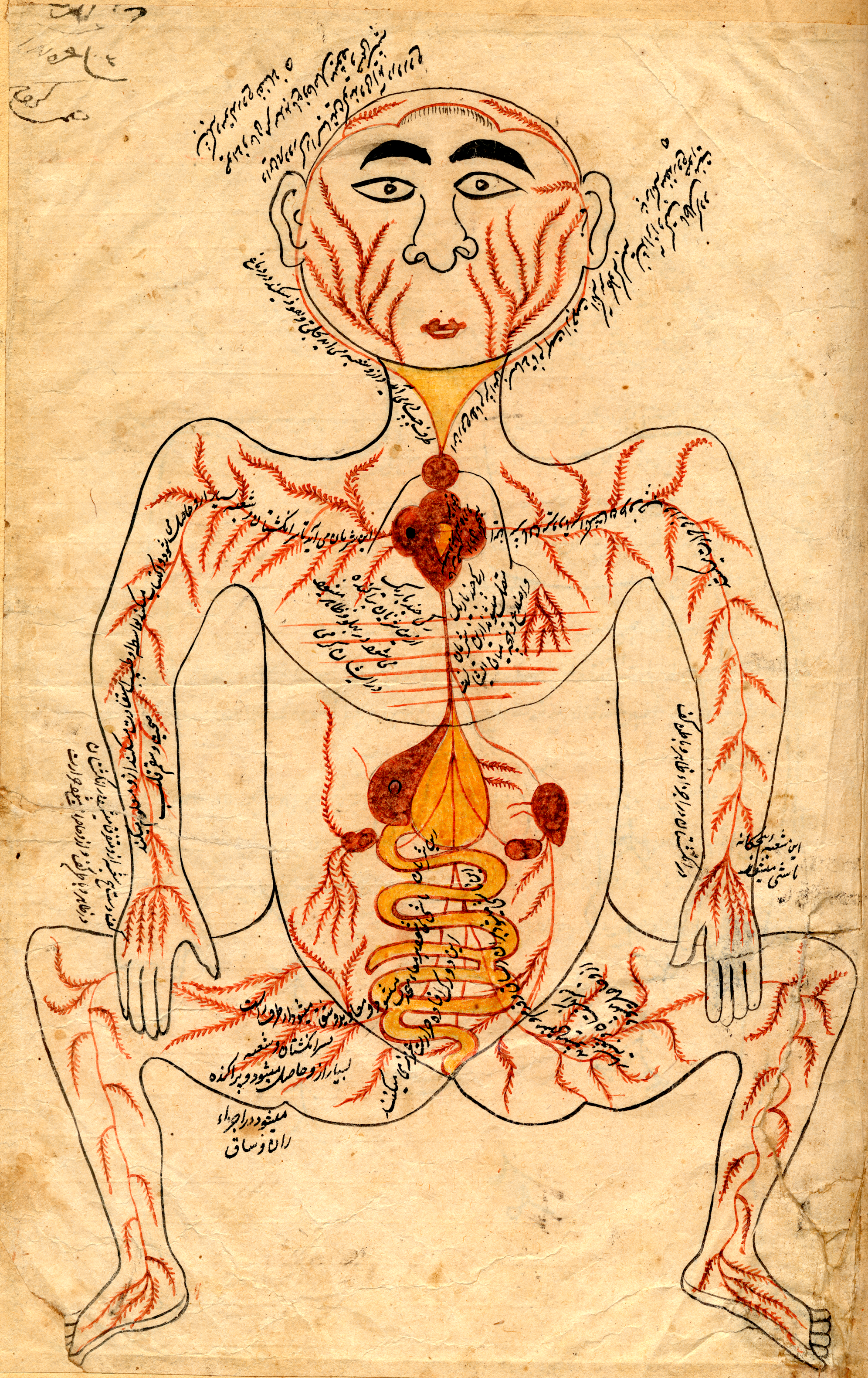
الرسم التشريحي للأعضاء

## طالِع أيضًا
- جسم الإنسان
- تاريخ علم التشريح
- الطب والصيدلة في عصر الحضارة الإسلامية